# Планшон, Роже
Роже Планшон (фр. Roger Planchon; 12 сентября 1931, Сен-Шамон, Рона — Альпы — 12 мая 2009, Париж) — французский театральный режиссёр, драматург и актёр.

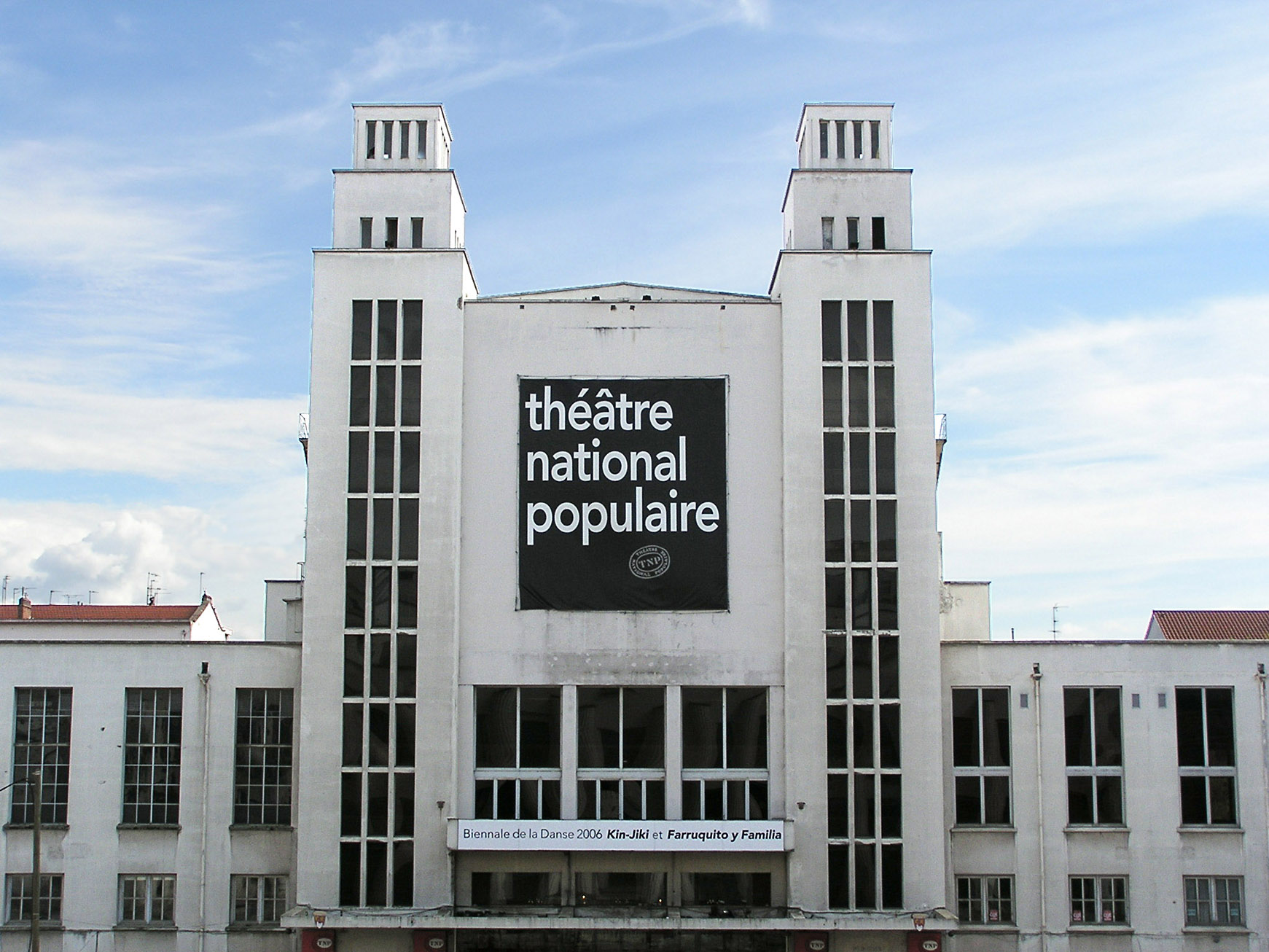
Национальный народный театр в Виллербане

## Биография
Мать Роже Планшона была горничной, отец — мойщиком посуды в гостиничном ресторане. Детство прошло в простонародных кварталах Лиона и на ферме деда в департаменте Ардеш. В годы Второй мировой войны Планшон помогал партизанам-маки и заслужил в тринадцатилетнем возрасте Военный крест.
Учился Планшон на полном пансионе в конгрегации Братьев христианских школ. Увлекся искусством, особенно кинематографом. После окончания коллежа служил в банке, а по вечерам посещал кафе лионских экзистенциалистов. Начал выступать в них с чтением стихов Бодлера, Рембо, Рене Шара, Анри Мишо. Самоучкой осваивал литературу и театральное искусство. Смотрел спектакли Жана Вилара в Париже и Авиньоне. Посещал курсы драматического искусства Сюзетты Гийо. Вместе с друзьями, с которыми там познакомился, начал давать первые спектакли, среди которых — постановка комедии «Сон в летнюю ночь» У. Шекспира (1950). В 1950 году группа объявила себя театральной компанией «Вам-чего» (по названию новеллы Аполлинера), одна из постановок получила премию на конкурсе любительских театров в Маконе.
В 1952 году Планшон создал в Лионе Театр комедии, а в 1957 году — «Театр де ла сите» (фр. Théâtre de la Cité) в Виллербане. В 1959 году театр получил статус постоянной труппы, в 1972-м был переименован в Национальный народный театр. Планшон возглавил его вместе с Патрисом Шеро и Робером Жильбером.
Планшон — автор нескольких пьес, поставил три полнометражных фильма. Играл в фильмах Робера Брессона, Джозефа Лоузи, Анджея Вайды, Брюно Нюиттена и др.

## Избранные постановки
- 1953 — «Проделка Великого Мертвиарха» Мишеля де Гельдерода
- 1957 — «Генрих IV» Уильяма Шекспира
- 1958 — «Добрый человек из Сычуани» Бертольта Брехта
- 1959 — «Мёртвые души» по Николаю Гоголю
- 1962 — «Швейк во Второй мировой войне» Б. Брехта. Художник — Рене Алльо
- 1962 — «Тартюф» Мольера
- 1975 — «Театр» Артюра Адамова
- 1979 — «Ничейная земля» Гарольда Пинтера
- 2004 — «Иммануил Кант» Томаса Бернхарда
- 2004 — «Медведь» Антона Чехова
- 2005 — «Чествование» Гарольда Пинтера
- 2006 — «Новый мировой порядок» Гарольда Пинтера
- 2007 — «Эдип 2007 года в Колоне» Роже Планшона
- 2008 — «Амеде» Эжена Ионеско

## Мемуары
- Apprentissages: mémoires. Paris: Plon, 2004